# Wolongquan (köpinghuvudort i Kina, Liaoning Sheng, lat 40,26, long 122,74)
Wolongquan är en köpinghuvudort i Kina. Den ligger i provinsen Liaoning, i den nordöstra delen av landet, omkring 180 kilometer söder om provinshuvudstaden Shenyang. Antalet invånare är 17 720. Befolkningen består av 8 517 kvinnor och 9 203 män. Barn under 15 år utgör 10,0 %, vuxna 15-64 år 77 %, och äldre över 65 år 11,0 %.
Runt Wolongquan är det tätbefolkat, med 297 invånare per kvadratkilometer. Närmaste större samhälle är Liangtun, 19,0 km väster om Wolongquan. Omgivningarna runt Wolongquan är en mosaik av jordbruksmark och naturlig växtlighet.
Genomsnittlig årsnederbörd är 1 033 millimeter. Den regnigaste månaden är juli, med i genomsnitt 314 mm nederbörd, och den torraste är januari, med 8 mm nederbörd.